# Carl XVI. Gustaf

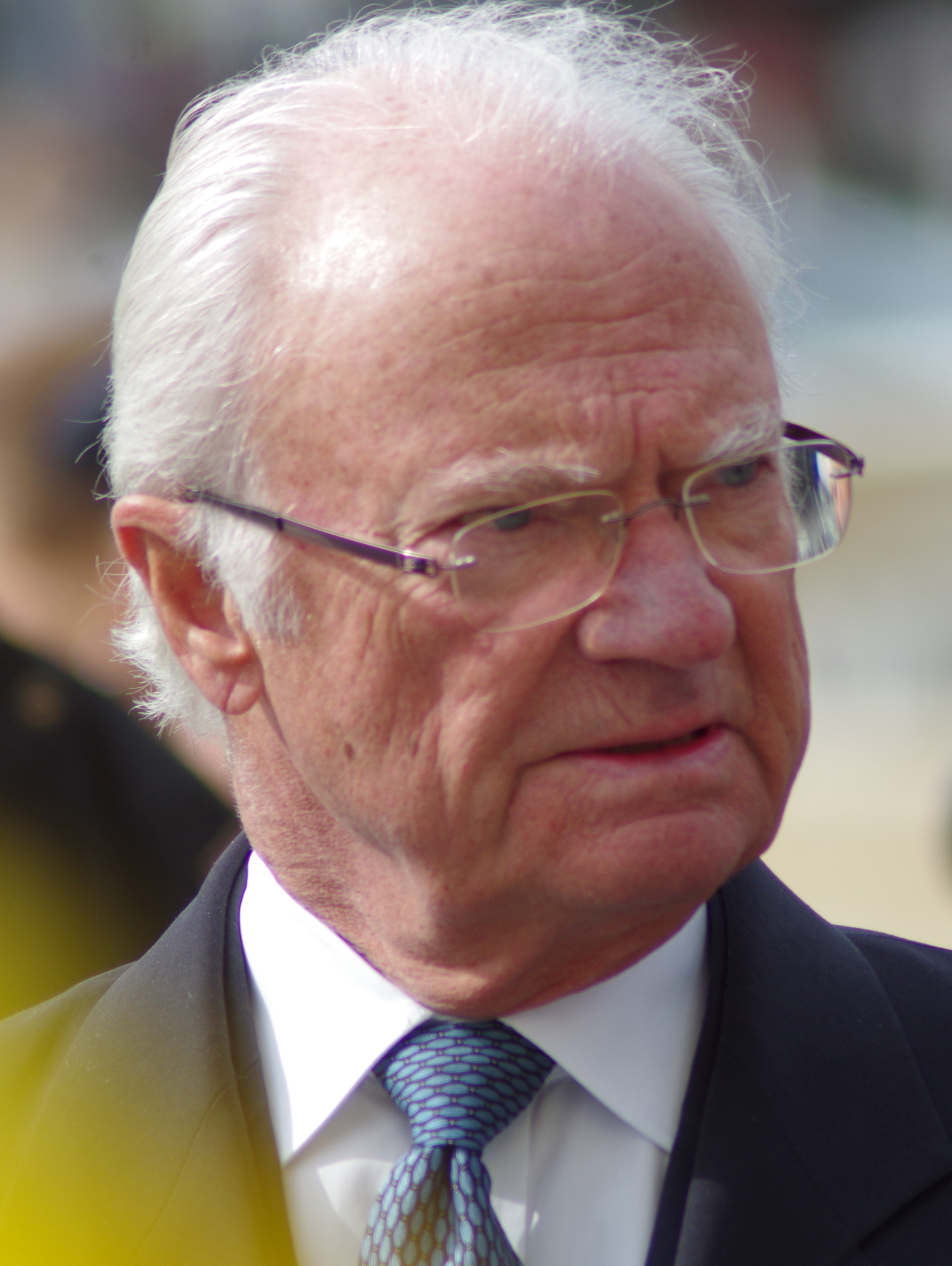
Carl XVI. Gustaf (2023)

Carl XVI. Gustaf (* 30. April 1946 auf Schloss Haga bei Stockholm; vollständiger Name Carl Gustaf Folke Hubertus) ist das Oberhaupt des schwedischen Königshauses Bernadotte und seit dem 15. September 1973 König von Schweden. Seit August 2016 ist er der am längsten regierende König, seit Schweden als unabhängiges Königreich existiert; seit April 2018 ist er der bisher am längsten regierende König von Schweden.

## Herkunft
Carl Gustaf ist das jüngste Kind und einziger Sohn von Gustav Adolf Erbprinz von Schweden, Titularherzog von Västerbotten (1906–1947), und dessen Ehefrau Prinzessin Sibylla (1908–1972), der ältesten Tochter von Carl Eduard, letztem regierendem Herzog von Sachsen-Coburg und Gotha, und von Prinzessin Viktoria Adelheid von Schleswig-Holstein-Sonderburg-Glücksburg, einer Nichte der letzten deutschen Kaiserin und Königin von Preußen Auguste Viktoria.
Geschwister
- Margaretha Désirée Victoria (* 31. Oktober 1934) ⚭ 1964 John Ambler (1924–2008)
- Birgitta Ingeborg Alice (* 19. Januar 1937; † 4. Dezember 2024) ⚭ 1961 Johann Georg von Hohenzollern (Sigmaringen) (1932–2016)
- Désirée Elisabeth Sibylla (* 2. Juni 1938) ⚭ 1964 Baron Nils-August Otto Carl Niclas Silfverschiöld (1934–2017)
- Christina Louise Helena (* 3. August 1943) ⚭ 1974 Tord Magnusson (* 1941)

## Jugend und Ausbildung

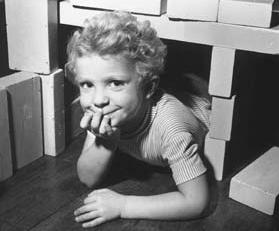
Carl XVI. Gustaf auf Schloss Haga, etwa 1950

Sein Vater kam 1947 bei einem Flugzeugabsturz in Dänemark ums Leben, als Carl Gustaf neun Monate alt war. Seitdem stand er nach seinem Großvater, dem damaligen Kronprinzen und späteren König Gustav VI. Adolf, an zweiter Stelle der Thronfolge. 1950 wurde sein Großvater König und er selbst Kronprinz. Als Junge konnte er dieser Rolle nur wenig Geschmack abgewinnen. Nach altem Brauch wurde für den Kronprinzen ein Kindergarten im Schloss eingerichtet, doch danach schickte man ihn auf öffentliche Schulen, wo er wie die anderen Schüler behandelt wurde. Nach dem Abitur 1966 musterte er als Offiziersanwärter mit der Nummer 001 bei der Flotte an und ging an Bord eines Minenlegers für fast ein halbes Jahr auf große Fahrt rund um die Welt. Nach der Marine übernahmen Armee und Luftwaffe seine weitere Ausbildung. Zum Schluss war er vierfacher Fähnrich: bei der Flotte, beim Feldjägerregiment von Jämtland, bei der Reichsleibgarde und bei der Luftwaffe. Er besuchte die Universitäten Uppsala und Stockholm und studierte dort Nationalökonomie, Staatskunde, Soziologie und Geschichte.

## König von Schweden

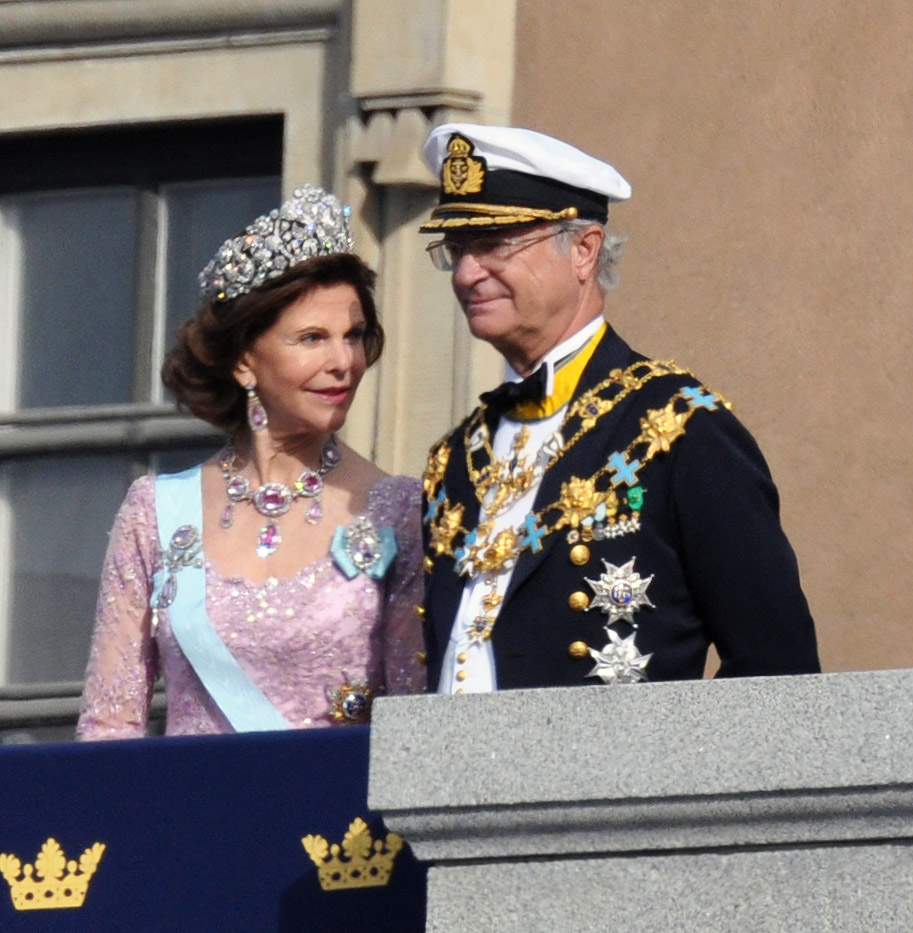
Carl XVI. Gustaf und Silvia von Schweden am Tag der Hochzeit von Kronprinzessin Victoria

Nach dem Tod seines Großvaters am 15. September 1973 wurde Carl XVI. Gustaf zum König proklamiert.

## Heirat und Nachkommen
Am 12. März 1976 fand die offizielle Verlobung mit Silvia Sommerlath statt, die er bei den Olympischen Sommerspielen 1972 in München kennengelernt hatte, wo sie als Chefhostess gearbeitet hatte. Am 19. Juni 1976 folgte eine glanzvolle Hochzeit in der Storkyrkan, der Stockholmer Domkirche. Am Tag vor der Hochzeit wurde das Lied Dancing Queen von der Popgruppe ABBA in einer Sendung zu Ehren des Brautpaars im schwedischen Fernsehen uraufgeführt. 
Das Königspaar gehört der evangelisch-lutherischen Schwedischen Kirche an. Aus der Ehe gingen drei Kinder hervor:
- Victoria Ingrid Alice Désirée von Schweden (* 14. Juli 1977 in Solna) ⚭ 2010 Daniel Westling (* 1973)
- Carl Philip Edmund Bertil von Schweden (* 13. Mai 1979 in Stockholm) ⚭ 2015 Sofia Hellqvist (* 1984)
- Madeleine Thérèse Amelie Josephine von Schweden (* 10. Juni 1982 in Ekerö) ⚭ 2013 Christopher O’Neill (* 1974)

Der König und seine Familie leben in den Schlössern Drottningholm und Solliden.

## Thronfolgegesetz
Mit einer Reform des Thronfolgegesetzes, die zum 1. Januar 1980 in Kraft trat, wurde Carl XVI. Gustaf als neuer Ausgang der Thronfolge festgelegt. Nur seine Nachkommen können seither den schwedischen Thron erben, alle anderen Zweige des Geschlechts Bernadotte sind hierdurch ausgeschlossen.
Überdies wurde festgelegt, dass die jeweils Erstgeborenen den Thron erben, ohne Rücksicht auf das Geschlecht. Zuvor war die Thronfolge auf männliche Nachkommen beschränkt gewesen, weswegen zunächst Carl Philip Thronfolger war. Mit der Änderung wurde nun Victoria zur Kronprinzessin. Carl Gustaf sah die Änderung sehr kritisch. Er äußerte im Jahr 1977 noch während der Diskussion um die Neuregelung, dass der Job „zu schwer für ein Mädchen“ sei.
Schließlich wurde auch die Bestimmung, wonach die Heirat mit „eines einfachen schwedischen Mannes Tochter“ zum Ausschluss aus der Thronfolge führte, gestrichen. 1976 hatte der König selbst eine Bürgerliche zur Frau genommen.

## Offizielle Aufgaben

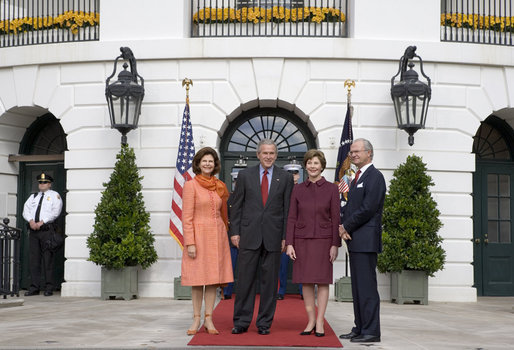
George W. Bush, Laura Bush und das schwedische Königspaar vor dem Weißen Haus (2006)

Nach der Reformierung eines der vier schwedischen Grundgesetze, der „Regierungsform“ (schwedisch Regeringsformen) im Jahr 1974, sind die Pflichten des Staatschefs ausschließlich repräsentativ und zeremoniell. So unterzeichnet der König keine Gesetze, ernennt weder den Staatsminister noch die einzelnen Ressortminister und ist auch nicht Oberbefehlshaber der Streitkräfte. Dagegen eröffnet er jeden Herbst den schwedischen Reichstag mit einer Rede allgemeineren Inhalts (er hält keine Thronrede), leitet immer die erste Sitzung einer neuen Regierung, akkreditiert die Botschafter anderer Länder zu Schweden und ist Vorsitzender des Beirats für Auswärtige Angelegenheiten (schwedisch Utrikesnämnden). Zu offiziellen Anlässen tritt er häufig in Admiralsuniform mit dem Ordensband der Seraphimerritter auf.
Anlässlich seines Staatsbesuchs im Sultanat Brunei lobte Carl Gustaf am 9. Februar 2004 den diktatorisch regierenden Sultan seines Gastlandes für seine angebliche Bürgernähe. Dadurch löste er in seiner Heimat einen Sturm der Entrüstung aus, worauf der Monarch, der ohnehin über keine politischen Befugnisse verfügt, seine „unbedarften“ Bemerkungen öffentlich bedauerte. Zum Ende dieser „Affäre“ kam die schwedische Regierung zu dem Entschluss, dem formalen Staatsoberhaupt in Zukunft auf Auslandsreisen ein Mitglied der Regierung als „kontrollierende“ Begleitung an die Seite zu stellen.
Nach der Tsunami-Katastrophe Weihnachten 2004, bei der über 500 schwedische Erwachsene und Kinder ums Leben kamen, hielt Carl Gustaf 2005 eine bewegende Rede, die auf viel Anerkennung stieß.

## Privates

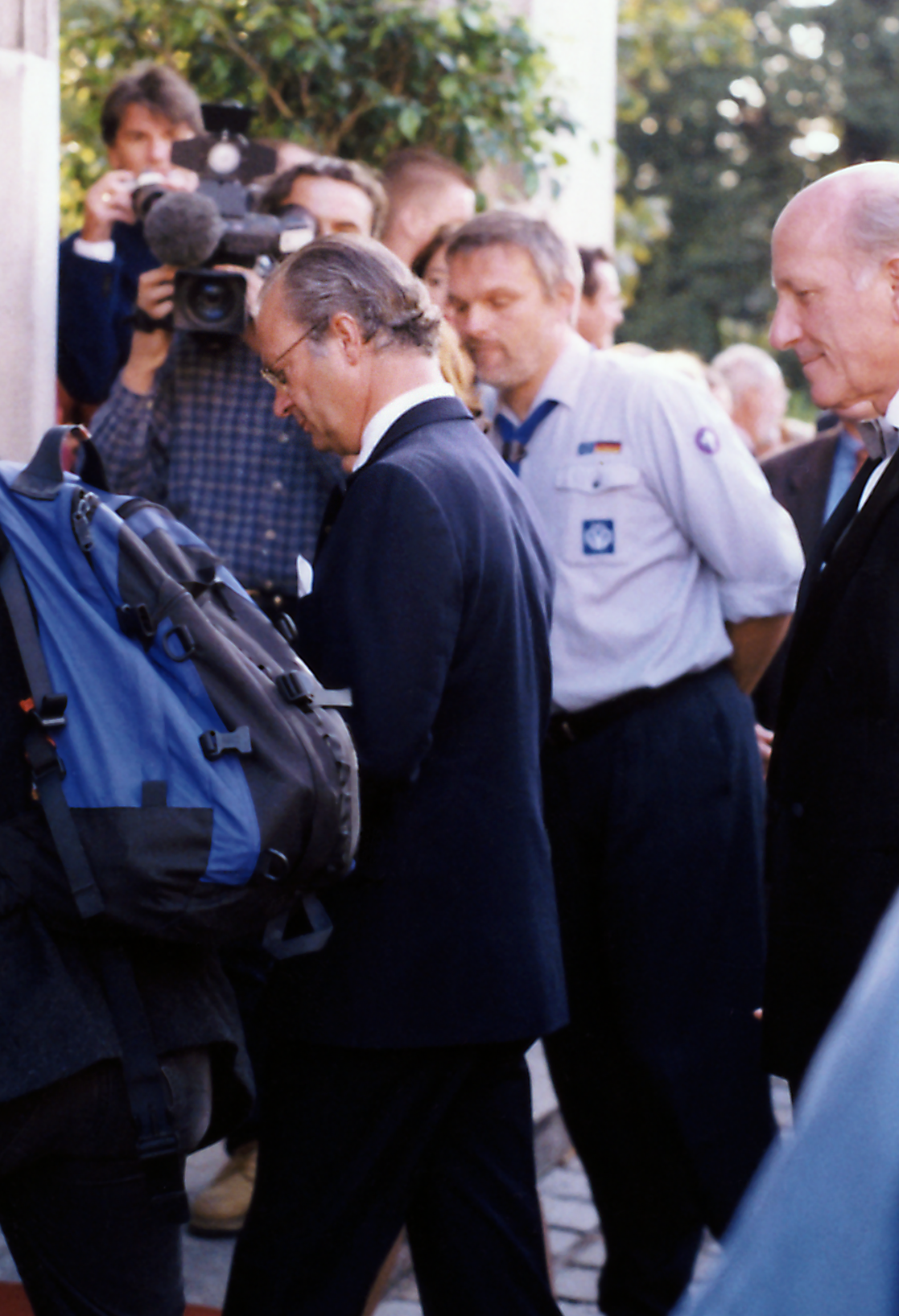
Carl Gustaf während der Scout-Gala der World-Scout-Foundation 1998 in München

Carl Gustaf interessiert sich sehr für Natur und Naturschutz, Landwirtschaft, Sport und schnelle Autos. Er ist Ehrenvorsitzender der World Scout Foundation und selbst noch aktiver Pfadfinder, wo er den Namen Mowgli trägt.
Er hat dreimal erfolgreich am Wasalauf (Skilanglauf über 89 km) teilgenommen, das letzte Mal im Alter von 50 Jahren. Er ist zwar Schutzherr des Fußballvereins AIK, aber ein Anhänger des Sportvereins Djurgårdens IF. Des Weiteren ist er Jäger. Carl Gustaf ist ein Cousin der ehemaligen Königin Margrethe II. von Dänemark. Wohnsitz der königlichen Familie ist seit 1981 Schloss Drottningholm.
Seit 1977 wird jedes Jahr die Sendung Året med kungafamiljen produziert, in der Carl Gustaf sowohl als Staatsoberhaupt als auch privat als Vater und Ehemann gezeigt wird.

## Wappen, Titel, Orden und Ehrungen

### Prädikat und Titel
- 1946–1950: Seine Königliche Hoheit Prinz Carl Gustaf von Schweden, Herzog von Jämtland
- 1950–1973: Seine Königliche Hoheit Kronprinz Carl Gustaf von Schweden, Herzog von Jämtland
- 1973–heute: Seine Majestät König Carl XVI. Gustaf von Schweden

### Orden und Ehrungen
| - 1946 Schweden Ritter des Königlichen Seraphinenordens - 1946 Schweden Großkreuz mit Kette des Schwertordens - 1946 Schweden Großkreuz mit Kette des Nordstern-Ordens - 1946 Schweden Ritter des Ordens Karls XIII. - Belgien Großkreuz des Leopoldsordens - Brasilien Collane des Ordens vom Kreuz des Südens - Deutschland Sonderstufe des Großkreuzes des Verdienstordens der Bundesrepublik Deutschland - Frankreich Großkreuz der Ehrenlegion - Japan Collane des Chrysanthemenordens - Luxemburg Militär- und Zivildienst-Orden Adolphs von Nassau - Mexiko Collane des Ordens vom Aztekischen Adler - Niederlande Großkreuz des Ordens vom Niederländischen Löwen - Niederlande Großkreuz des Hausordens von Oranien - Spanien Collane des Ordens Karls III. - Spanien Ferdinandsorden - Vatikanstadt Collane des Piusorden - 1964 Griechenland Großkreuz des Erlöser-Ordens - 1965 Dänemark Collane des Elefanten-Ordens - 1973 Schweden Großkreuz mit Kette des Wasaordens - 1974 Finnland Großkreuz des Ordens der Weißen Rose - 1974 Norwegen Collane des Sankt-Olav-Ordens - 1975 Dänemark Dannebrog-Orden - 1975 Island Collane des Falkenordens - 1975 Royal Victorian Chain | - 1976 Österreich Groß-Stern des Ehrenzeichens für Verdienste um die Republik Österreich - 1983 Vereinigtes Königreich Hosenbandorden - 1983 Luxemburg Ritter des Nassauischen Hausordens vom Goldenen Löwen - 1983 Spanien Orden vom Goldenen Vlies - 1987 Portugal Collane des Ordens des Infanten Dom Henrique - 1991 Italien Collane des Verdienstordens der Italienischen Republik - 1993 Polen Orden vom Weißen Adler - 1995 Litauen Orden Vytautas des Großen - 1995 Lettland Collane des Drei-Sterne-Ordens - 1995 Estland Collane des Ordens des Marienland-Kreuzes - 1996 Ungarn Großkreuz des Verdienstordens der Republik Ungarn - 1999 Ukraine Orden des Fürsten Jaroslaw des Weisen - 2002 Slowakei Orden des Weißen Doppelkreuzes 1. Klasse - 2003 Rumänien Großkreuz mit Collane des Sterns von Rumänien - 2003 Thailand Orden der Rajamitrabhorn - 2008 Portugal Collane des Ordens des heiligen Jakob vom Schwert - 2008 Ukraine Orden der Freiheit - 2011 Estland Collane des Ordens des weißen Sterns - 2013 Türkei Republik Türkei Staatsorden ( Türkiye Cumhuriyeti Devlet Nişanı) |

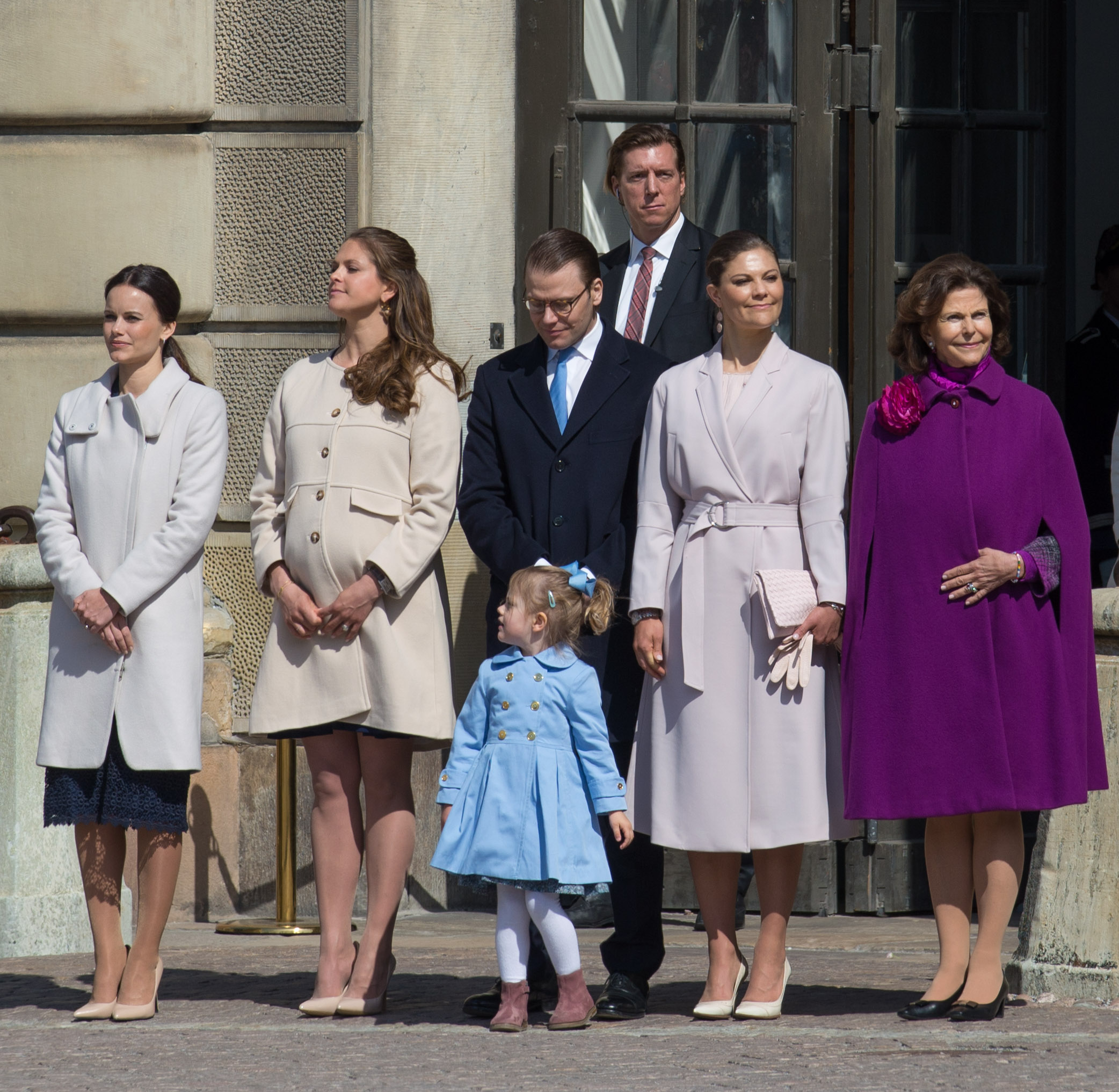
Geburtstagsfoto 2015

### Militärische Ehren
- Vereinigtes Königreich seit dem 25. Juni 1975 Ehren-Admiral der Royal Navy.

### Schirmherrschaften
- African Medical and Research Foundation
- Schwedisches Nationalmuseum
- Schwedische Akademie
- Königlich Schwedische Musikakademie
- Königlich Schwedische Akademie der Wissenschaften
- Lions-Club
- Internationale Rotkreuz- und Rothalbmond-Bewegung
- Rotary International
- WWF

## Vorfahren
| Ahnentafel Carl XVI. Gustaf, König von Schweden | Ahnentafel Carl XVI. Gustaf, König von Schweden                                                                                            | Ahnentafel Carl XVI. Gustaf, König von Schweden                                                                                            | Ahnentafel Carl XVI. Gustaf, König von Schweden                                                                                            | Ahnentafel Carl XVI. Gustaf, König von Schweden                                                                                            | Ahnentafel Carl XVI. Gustaf, König von Schweden | Ahnentafel Carl XVI. Gustaf, König von Schweden | Ahnentafel Carl XVI. Gustaf, König von Schweden | Ahnentafel Carl XVI. Gustaf, König von Schweden |
| ----------------------------------------------- | --- | --- | --- | --- | --- | --- | --- | --- |
| Alt-Eltern                                      | König Oskar II. (1829–1907) ⚭ 1857 Prinzessin Sophia von Nassau (1836–1913)                                                                | Großherzog Friedrich I. von Baden (1826–1907) ⚭ 1856 Prinzessin Luise von Preußen (1838–1923)                                              | Prinz Albert von Sachsen-Coburg und Gotha (1819–1861) ⚭ 1840 Königin Victoria von Großbritannien und Irland (1819–1901)                    | Prinz Friedrich Karl Nikolaus von Preußen (1828–1885) ⚭ 1854 Prinzessin Maria Anna von Anhalt-Dessau (1837–1906)                           | Prinz Albert von Sachsen-Coburg und Gotha (1819–1861) ⚭ 1840 Königin Victoria von Großbritannien und Irland (1819–1901)                                  | Fürst Georg Viktor zu Waldeck und Pyrmont (1831–1893) ⚭ 1853 Prinzessin Helene von Nassau-Weilburg (1831–1888)                                           | Herzog Friedrich von Schleswig-Holstein-Sonderburg-Glücksburg (1814–1885) ⚭ 1854 Prinzessin Adelheid Christine zu Schaumburg-Lippe (1821–1899)                                     | Herzog Friedrich VIII. von Schleswig-Holstein (1829–1880) ⚭ 1856 Prinzessin Adelheid Victoria zu Hohenlohe-Langenburg (1835–1900)                                                  |
| Urgroßeltern                                    | König Gustav V. (1858–1950) ⚭ 1881 Prinzessin Viktoria von Baden (1862–1930)                                                               | König Gustav V. (1858–1950) ⚭ 1881 Prinzessin Viktoria von Baden (1862–1930)                                                               | Prinz Arthur, Duke of Connaught and Strathearn (1850–1942) ⚭ 1879 Prinzessin Luise Margareta von Preußen (1860–1917)                       | Prinz Arthur, Duke of Connaught and Strathearn (1850–1942) ⚭ 1879 Prinzessin Luise Margareta von Preußen (1860–1917)                       | Prinz Leopold, Duke of Albany (1853–1884) ⚭ 1882 Prinzessin Helene zu Waldeck und Pyrmont (1861–1922)                                                    | Prinz Leopold, Duke of Albany (1853–1884) ⚭ 1882 Prinzessin Helene zu Waldeck und Pyrmont (1861–1922)                                                    | Herzog Friedrich Ferdinand von Schleswig-Holstein-Sonderburg-Glücksburg (1855–1934) ⚭ 1885 Prinzessin Caroline Mathilde von Schleswig-Holstein-Sonderburg-Augustenburg (1860–1932) | Herzog Friedrich Ferdinand von Schleswig-Holstein-Sonderburg-Glücksburg (1855–1934) ⚭ 1885 Prinzessin Caroline Mathilde von Schleswig-Holstein-Sonderburg-Augustenburg (1860–1932) |
| Großeltern                                      | König Gustav VI. Adolf (1882–1973) ⚭ 1905 Prinzessin Margaret of Connaught (1882–1920)                                                     | König Gustav VI. Adolf (1882–1973) ⚭ 1905 Prinzessin Margaret of Connaught (1882–1920)                                                     | König Gustav VI. Adolf (1882–1973) ⚭ 1905 Prinzessin Margaret of Connaught (1882–1920)                                                     | König Gustav VI. Adolf (1882–1973) ⚭ 1905 Prinzessin Margaret of Connaught (1882–1920)                                                     | Herzog Carl Eduard von Sachsen-Coburg und Gotha (1884–1954) ⚭ 1905 Prinzessin Viktoria Adelheid von Schleswig-Holstein-Sonderburg-Glücksburg (1885–1970) | Herzog Carl Eduard von Sachsen-Coburg und Gotha (1884–1954) ⚭ 1905 Prinzessin Viktoria Adelheid von Schleswig-Holstein-Sonderburg-Glücksburg (1885–1970) | Herzog Carl Eduard von Sachsen-Coburg und Gotha (1884–1954) ⚭ 1905 Prinzessin Viktoria Adelheid von Schleswig-Holstein-Sonderburg-Glücksburg (1885–1970)                           | Herzog Carl Eduard von Sachsen-Coburg und Gotha (1884–1954) ⚭ 1905 Prinzessin Viktoria Adelheid von Schleswig-Holstein-Sonderburg-Glücksburg (1885–1970)                           |
| Eltern                                          | Gustav Adolf Erbprinz von Schweden, Herzog von Västerbotten (1906–1947) ⚭ 1932 Prinzessin Sibylla von Sachsen-Coburg und Gotha (1908–1972) | Gustav Adolf Erbprinz von Schweden, Herzog von Västerbotten (1906–1947) ⚭ 1932 Prinzessin Sibylla von Sachsen-Coburg und Gotha (1908–1972) | Gustav Adolf Erbprinz von Schweden, Herzog von Västerbotten (1906–1947) ⚭ 1932 Prinzessin Sibylla von Sachsen-Coburg und Gotha (1908–1972) | Gustav Adolf Erbprinz von Schweden, Herzog von Västerbotten (1906–1947) ⚭ 1932 Prinzessin Sibylla von Sachsen-Coburg und Gotha (1908–1972) | Gustav Adolf Erbprinz von Schweden, Herzog von Västerbotten (1906–1947) ⚭ 1932 Prinzessin Sibylla von Sachsen-Coburg und Gotha (1908–1972)               | Gustav Adolf Erbprinz von Schweden, Herzog von Västerbotten (1906–1947) ⚭ 1932 Prinzessin Sibylla von Sachsen-Coburg und Gotha (1908–1972)               | Gustav Adolf Erbprinz von Schweden, Herzog von Västerbotten (1906–1947) ⚭ 1932 Prinzessin Sibylla von Sachsen-Coburg und Gotha (1908–1972)                                         | Gustav Adolf Erbprinz von Schweden, Herzog von Västerbotten (1906–1947) ⚭ 1932 Prinzessin Sibylla von Sachsen-Coburg und Gotha (1908–1972)                                         |
| König Carl XVI. Gustaf von Schweden (* 1946)    | | | | | | | | |